# Saint-Didier (Côte-d’Or)
Saint-Didier ist eine französische Gemeinde mit 199 Einwohnern (Stand: 1. Januar 2022) im Département Côte-d’Or in der Region Bourgogne-Franche-Comté. Sie gehört zum Arrondissement Montbard und ist Mitglied im Gemeindeverband Communauté de communes de Saulieu-Morvan.

## Geografie

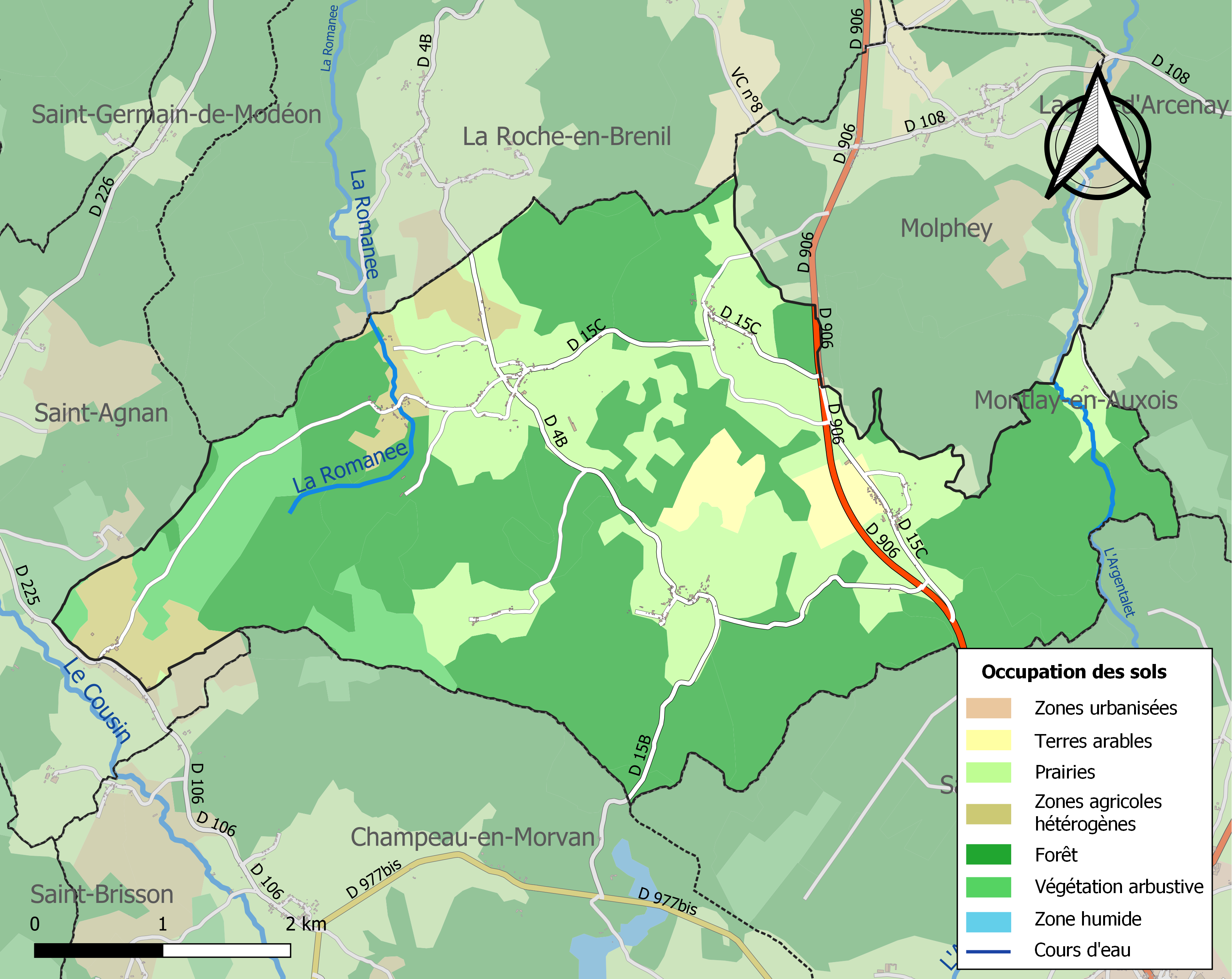
Bodennutzung, Hydrografie und Infrastruktur der Gemeinde (2018)

Saint-Didier liegt am südwestlichen Rand des Départements an der Grenze zum benachbarten Département Nièvre, etwa 6,5 Kilometer nordwestlich von Saulieu und etwa 65 Kilometer westlich von Dijon. Die Gemeinde im Granitmassiv Morvan befindet sich im Regionalen Naturpark Morvan im Einzugsgebiet der Seine. Der zeitweise trockenfallende Tournesac entspringt auf dem Gemeindegebiet, durchströmt zahlreiche kleine Weiher und verlässt es in nördlicher Richtung. Außerdem wird es vom ebenfalls zeitweise trockenfallende Ru Petit, vom Argentalet im Osten und von verschiedenen kleineren Bächen entwässert.
Das Gebiet von Saint-Didier ist Teil von vier ZNIEFF-Naturzonen. Fast zwei Drittel der Fläche der Gemeinde sind bewaldet oder naturbelassen, der andere Anteil wird landwirtschaftlich genutzt (Grünland oder Kulturboden).
Saint-Didier grenzt im Nordwesten an La Roche-en-Brenil, im Nordosten an Molphey, im Osten an Montlay-en-Auxois, im Südosten an Saulieu, im Südwesten an Champeau-en-Morvan und im Westen an Saint-Agnan-en-Morvan (Département Nièvre).

## Bevölkerungsentwicklung

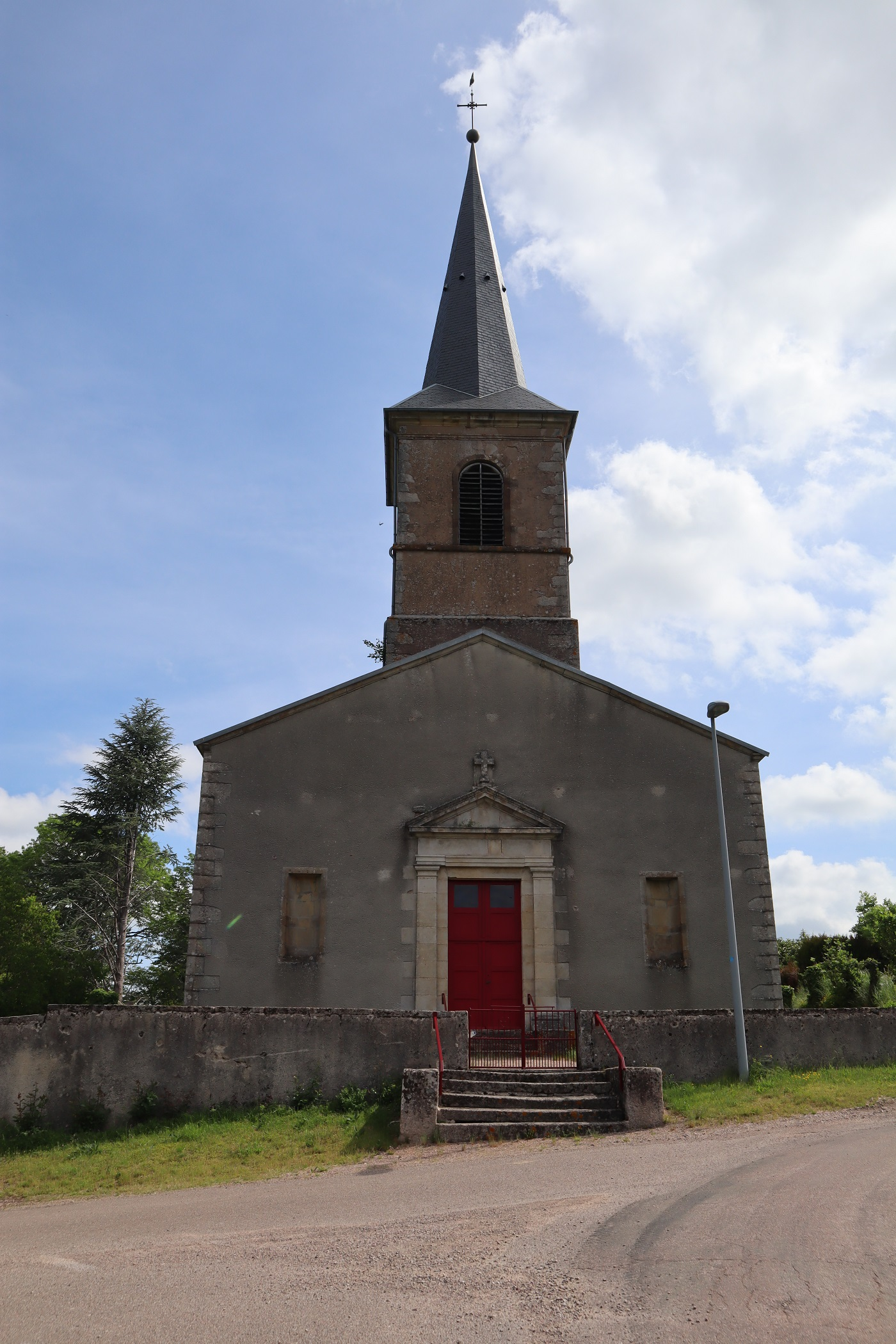
Kirche Saint-Didier

| Saint-Didier: Einwohnerzahlen von 1793 bis 2020                                                                            | Saint-Didier: Einwohnerzahlen von 1793 bis 2020 | Saint-Didier: Einwohnerzahlen von 1793 bis 2020 | Saint-Didier: Einwohnerzahlen von 1793 bis 2020 | Saint-Didier: Einwohnerzahlen von 1793 bis 2020 |
| --- | ----------------------------------------------- | ----------------------------------------------- | ----------------------------------------------- | ----------------------------------------------- |
| Jahr |                                                 |                                                 |                                                 | Einwohner                                       |
| 1793 | 1793                                            |                                                 | 234                                             | 234                                             |
| 1800 | 1800                                            |                                                 | 502                                             | 502                                             |
| 1806 | 1806                                            |                                                 | 794                                             | 794                                             |
| 1821 | 1821                                            |                                                 | 730                                             | 730                                             |
| 1836 | 1836                                            |                                                 | 761                                             | 761                                             |
| 1841 | 1841                                            |                                                 | 880                                             | 880                                             |
| 1846 | 1846                                            |                                                 | 881                                             | 881                                             |
| 1851 | 1851                                            |                                                 | 881                                             | 881                                             |
| 1856 | 1856                                            |                                                 | 848                                             | 848                                             |
| 1861 | 1861                                            |                                                 | 771                                             | 771                                             |
| 1866 | 1866                                            |                                                 | 815                                             | 815                                             |
| 1872 | 1872                                            |                                                 | 758                                             | 758                                             |
| 1876 | 1876                                            |                                                 | 704                                             | 704                                             |
| 1881 | 1881                                            |                                                 | 694                                             | 694                                             |
| 1886 | 1886                                            |                                                 | 661                                             | 661                                             |
| 1891 | 1891                                            |                                                 | 712                                             | 712                                             |
| 1896 | 1896                                            |                                                 | 685                                             | 685                                             |
| 1901 | 1901                                            |                                                 | 596                                             | 596                                             |
| 1906 | 1906                                            |                                                 | 522                                             | 522                                             |
| 1911 | 1911                                            |                                                 | 506                                             | 506                                             |
| 1921 | 1921                                            |                                                 | 440                                             | 440                                             |
| 1926 | 1926                                            |                                                 | 394                                             | 394                                             |
| 1931 | 1931                                            |                                                 | 353                                             | 353                                             |
| 1936 | 1936                                            |                                                 | 359                                             | 359                                             |
| 1946 | 1946                                            |                                                 | 328                                             | 328                                             |
| 1954 | 1954                                            |                                                 | 286                                             | 286                                             |
| 1962 | 1962                                            |                                                 | 288                                             | 288                                             |
| 1968 | 1968                                            |                                                 | 257                                             | 257                                             |
| 1975 | 1975                                            |                                                 | 204                                             | 204                                             |
| 1982 | 1982                                            |                                                 | 205                                             | 205                                             |
| 1990 | 1990                                            |                                                 | 174                                             | 174                                             |
| 1999 | 1999                                            |                                                 | 194                                             | 194                                             |
| 2006 | 2006                                            |                                                 | 205                                             | 205                                             |
| 2013 | 2013                                            |                                                 | 212                                             | 212                                             |
| 2020 | 2020                                            |                                                 | 205                                             | 205                                             |
| Quelle(n): EHESS/Cassini bis 1999, INSEE ab 2006 Anmerkung(en): Ab 1962 offizielle Zahlen ohne Einwohner mit Zweitwohnsitz |                                                 |                                                 |                                                 |                                                 |

## Sehenswürdigkeiten
- Kirche Saint-Didier

## Verkehr
Die Departementsstraße 906, die ehemalige Route nationale 6, durchquert das östliche Gemeindegebiet von Nord nach Süd und verbindet es mit Avallon über Molphey im Norden und mit Saulieu im Süden.
Busse der regionalen Transportgesellschaft auf der Linie von Avallon nach Autun über Saulieu bedienen eine Haltestelle in der Gemeinde.